# Giudici di Arborea

Il vessillo del giudicato di Arborea

I giudici di Arborea erano i sovrani della Sardegna centro-occidentale durante il Medioevo, presumibilmente, come negli altri tre giudicati, appartenenti inizialmente alla famiglia Lacon-Gunale. Quello di Arborea fu il giudicato più duraturo: continuò ad esistere come Stato indipendente fino al XV secolo.

## Dal 1015 circa al 1192

### Casa di Lacon-Gunale - de Thori
| N° | Stemma | Titolo  | Nome                                 | Dal        | Al         | Consorte e Note                                                           |
| 1  |        | Giudice | Gonnario Comita I                    | 1015 circa | 1038 circa | Tocode o Tocoele                                                          |
| 2  |        | Giudice | Torchitorio Barisone de Lacon Gunale | 1038 circa | 1060 circa | Maria de Serra o de Thori                                                 |
| 3  |        | Giudice | Mariano I de Lacon-Thori             | 1060 circa | 1070 circa |                                                                           |
| 4  |        | Giudice | Orzocco I de Lacon-Thori             | 1070 circa | 1100 ca.   | Nibatta; nel 1070 circa trasferì la sede giudicale da Tharros ad Oristano |
| 5  |        | Giudice | Torbeno di Arborea                   | 1100       | 1133       | Anna di Lacon; con Orzocco II                                             |
| 6  |        | Giudice | Orzocco II de Lacon-Thori            | 1133       | 1147       | Florenza, Maria Orvu; con Torbeno                                         |
| 7  |        | Giudice | Comita II de Lacon-Thori             | 1100       | 1116       | la sua unica figlia Eleonora sposò Gonnario de Serra, di origine genovese |

### Casa di Lacon-Serra
| N° | Titolo           | Nome                         | Dal  | Al   | Consorte e Note                                                     |
| 1  | Giudice          | Gonnario II de Lacon-Serra   | 1116 | 1131 | Eleonora de Lacon-Thori; primo sovrano dei Lacon-Serra              |
| 2  | Giudice          | Costantino I de Lacon        | 1131 | 1131 | Anna de Thori                                                       |
| 3  | Giudice          | Orzocco III de Lacon-Serra   |      |      | coreggente                                                          |
| 4  | Giudice          | Costantino II de Lacon-Serra |      |      | Anna de Thori; insieme ai due precedenti                            |
| 5  | Giudice          | Comita III de Lacon-Serra    | 1131 | 1146 | Elena de Orrubu                                                     |
| 6  | Giudice          | Barisone I de Lacon-Serra    | 1146 | 1186 | Pellegrina de Lacon, Agalbursa de Cervera; re di Sardegna (1164-65) |
| 7  | Giudice          | Pietro I de Lacon-Serra      | 1185 | 1195 | Bina; figlio di Barisone I, in opposizione ad Ugone I               |
| 8  | Giudice de facto | Costantino III de Serra      |      |      | insieme a Pietro I                                                  |

## Dal 1192 al 1420
| Nome                                 | Ritratto | Data di nascita    | Regno         | Regno         | Matrimoni                                                                                                | Note |
| Nome                                 | Ritratto | Data di nascita    | Inizio        | Fine          | Matrimoni                                                                                                | Note |
| ------------------------------------ | -------- | ------------------ | ------------- | ------------- | --- | --- |
| De Serra Bas (1192-1195)             |          |                    |               |               | | |
| Ugone I                              |          | 1178               | 1192          | 1195          | Preziosa di Cagliari un figlio                                                                           | Figlio unigenito del visconte Ugo Poncio de Cervera e di Sinispella d'Arborea; fu anche visconte di Bas;                                                                          |
| Lacon-Massa (1195-1206)              |          |                    |               |               | | |
| Guglielmo Salusio I                  |          | XII secolo         | 1195          | 1206          | (1) Adelasia Malaspina due figlie (2) Guisiana di Capraia una figlia                                     | Figlio unigenito maschio del marchese Oberto Obertenghi e di Giorgia di Cagliari; fu anche giudice di Cagliari e marchese di Massa e Corsica; morì nel 1214                       |
| De Serra Bas (1206-1241)             |          |                    |               |               | | |
| Ugone I                              |          | 1178               | 1206          | 1211          | Preziosa di Cagliari un figlio                                                                           | Figlio unigenito del visconte Ugo Poncio de Cervera e di Sinispella d'Arborea; fu anche visconte di Bas;                                                                          |
| Pietro II                            |          | XIII secolo        | 1211          | 1241          | (1) Diana Visconti nessun figlio (2) Sardinia un figlio                                                  | Figlio primogenito di Ugone I di Arborea e di Preziosa di Cagliari |
| Capraia (1241-1264) Giudici de facto |          |                    |               |               | | |
| Guglielmo I di Capraia               |          | XIII secolo        | 1241          | 1264          | N. Gualandi due figli                                                                                    | Figlio di Ugo, conte di Capraia e di Giacobina, vedova di Pietro I di Arborea; |
| De Serra Bas (1264-1383)             |          |                    |               |               | | |
| Mariano II                           |          | 1240 circa         | 1264          | 1297          | (1) N Saraceno Caldera tre figlie ed un figlio (2) N della Gherardesca nessun figlio                     | Figlio di Pietro II; |
| Giovanni I                           |          | XIII secolo        | 1297          | 1304          | Giacomina dell Gheraresca una figlia Vera Cappai (concubina) due figli                                   | Figlio di Mariano; fu ucciso nel 1304 |
| Andreotto                            |          | XIII secolo        | 1304          | 1309          | | Figlio illegittimo di Giovanni I e di Vera Cappai; fu giudice con il fratello Mariano III                                                                                         |
| Mariano III                          |          | XIII secolo        | 1304          | 5 aprile 1321 | Costanza di Elci nessun figlio Padulesa de Serra (concubina o moglie morganatica) tre figli e tre figlie | Figlio di Giovanni e di Vera Cappai; |
| Ugone II                             |          | 1300 circa         | 5 aprile 1321 | 8 aprile 1335 | Benedetta quattro figli e due figlie N.N (amante) un figlio e due figlie                                 | Figlio di Mariano III e di Padulesa de Serra; |
| Pietro III                           |          | 1314               | 8 aprile 1335 | 1347          | Costanza di Saluzzo nessun figlio                                                                        | Figlio di Ugone II e di Benedetta; morì nel 1347, senza prole |
| Mariano IV                           |          | 1319               | 1347          | maggio 1375   | Timbora di Roccaberti un figlio e tre figlie                                                             | Figlio di Ugone II e di Benedetta; |
| Ugone III                            |          | 1337               | maggio 1375   | 3 marzo 1383  | N. di Vico una figlia                                                                                    | Figlio di Mariano IV e di Timbora; morì assassinato con la figlia il 3 marzo 1383                                                                                                 |
| Eleonora                             |          | 1347               | giugno 1383   | 1392          | Brancaleone Doria due figli                                                                              | Figlia di Mariano IV e di Timbora; reggente per i suoi due figli; morì nel 1403                                                                                                   |
| Doria-Bas (1383-1407)                |          |                    |               |               | | |
| Federico                             |          | 1377               | giugno 1383   | 1387          | | Figlio di Eleonora e Brancaleone; |
| Mariano V                            |          | 1378/86            | 1387          | 4 marzo 1407  | | Figlio di Eleonora e Brancaleone; |
| Cubello (1407-1409) Giudici de facto |          |                    |               |               | | |
| Leonardo Cubello                     |          | 1362               | 1407          | 1409          | Quirica Deiana due figli ed una figlia                                                                   | Bisnipote di Ugone II di Arborea; nel 1410 divenne marchese di Oristano; morì nel 1427                                                                                            |
| Narbona-Bas (1409-1420)              |          |                    |               |               | | |
| Guglielmo II                         |          | '80 del XIV secolo | 1409          | 1420          | Margherita d'Armagnac nessun figlio                                                                      | Nipote di Beatrice d'Arborea, secondogenita di Mariano IV; anche visconte di Narbona; nel 1420 vendette le sue prerogative al re Alfonso V d'Aragona; morì in battaglia nel 1424; |

## Dal 1410 al 1478: Marchesi di Oristano
I seguenti esponenti della casa Cubello (discendenti in linea maschile da Ugone II) furono governatori delle terre giudicali ed in seguito riconosciuti come vassalli e marchesi di Oristano dai monarchi aragonesi per 68 anni.
| N° | Titolo   | Nome                          | Dal  | Al   | Consorte e Note                             |
| 1  | Marchese | Leonardo I Cubello d'Arborea  | 1410 | 1427 | Quirica Deyana                              |
| 2  | Marchese | Antonio I Cubello d'Arborea   | 1427 | 1455 | Eleonora Folch de Cardona                   |
| 3  | Marchese | Salvatore I Cubello d'Arborea | 1455 | 1470 | Caterina Centelles de Oliva                 |
| 4  | Marchese | Leonardo II Alagon-Arborea    | 1470 | 1478 | Maria Linan de Morillo; nipote di Salvatore |

Leonardo Alagon fu sconfitto nel 1478 nella battaglia di Macomer e il marchesato di Oristano fu definitivamente incorporato nel regno aragonese di Sardegna.